# Góndola fúnebre
Góndola fúnebre es una colección de poemas del poeta sueco Tomas Tranströmer de 1996. El título de los poemas es el de una pieza de música clásica, La lúgubre góndola, compuesta por Franz Liszt. El tema general es la aparente incapacidad del poeta para escribir poesía después de sufrir una hemorragia cerebral en otoño de 1990. 
Alrededor de la mitad de los poemas de la colección fueron escritos antes de su hemorragia cerebral. Es también la primera colección de poemas en la que Tranströmer utiliza la forma poética tradicional japonesa denominada haiku. Esta forma también predomina en la siguiente colección del poeta, El gran enigma (Den stora gåtan).
En 1996 Tomas Tranströmer fue premiado con el Augustpriset por esta obra, gran éxito de ventas en Suecia.

## Versiones al español
- Góndola fúnebre. Versión castellana de Roberto Mascaró. Concepción: Ediciones LAR (Literatura Americana Reunida), 2000. 47 pp. (Colección Isla Negra de Poesía). ISBN 956-233-073-7.[2]
- La fúnebre góndola. Edición bilingüe. Traducción y presentación de Aline Petterson. México D. F.: Dirección de Literatura / Difusión Cultural UNAM, 2012. 77 pp. (Serie El Puente). ISBN 978-607-02402-8-7.[3]